# Kieran Holmes-Martin
Kieran Holmes-Martin (Darley Dale, 7 de febrero de 1995) es un deportista británico que compite en vela en la clase RS:X. Ganó una medalla de plata en el Campeonato Europeo de RS:X de 2016.

## Palmarés internacional
| \| Campeonato Europeo \| Campeonato Europeo \| Campeonato Europeo \| Campeonato Europeo \| \| Año \| Lugar \| Medalla \| Clase \| \| ------------------ \| -------------------- \| ------------------ \| ------------------ \| \| 2016 \| Helsinki (Finlandia) \| Medalla de plata \| RS:X \| |                      |                  |       |
| Campeonato Europeo |                      |                  |       |
| Año | Lugar                | Medalla          | Clase |
| 2016 | Helsinki (Finlandia) | Medalla de plata | RS:X  |